# アブドル・ラフマン (キリスト教改宗者)
アブドル・ラフマン（Abdul Rahman、1965年 - ）は、アフガニスタンの人物。タジク人で同国の首都カーブル出身。既婚者であり2人の娘がいる。1990年にイスラム教からキリスト教（カトリック教会）に改宗し、アフガン難民を支援するキリスト教系NGOで2002年までの9年間働いていた。このことはイスラム教国である祖国アフガニスタンで大問題とされ、2006年に棄教の罪で起訴された。宗教指導者や国民からシャリーアに基づいて死刑にすべき、という声があがった。アメリカ合衆国や欧米諸国からの呼びかけもあり、裁判所ではアブドル・ラフマンの精神状態に難があるなどの理由により、訴追を中止することになった。
アブドル・ラフマンは釈放後、アフガニスタンを出国、イタリアに亡命した。身の安全のため、居住地は公開されていない。